# Lignan-de-Bordeaux
Lignan-de-Bordeaux är en kommun i departementet Gironde i regionen Nouvelle-Aquitaine i sydvästra Frankrike. Kommunen ligger i kantonen Créon som tillhör arrondissementet Bordeaux. År 2022 hade Lignan-de-Bordeaux 834 invånare.

## Befolkningsutveckling
Antalet invånare i kommunen Lignan-de-Bordeaux
Referens:INSEE